# Sveriges herrstafettlag i längdskidåkning
Sveriges herrstafettlag i längdskidåkning är benämningen på det lag som representerar Sverige i världscupen och vid internationella mästerskap i längdåkning. Laget består av 4 man som vardera åker 10 km. Disciplinen har funnits med vid världsmästerskapen sedan 1933 och vid Olympiska vinterspel sedan 1936. Ursprungligen åkte alla fyra deltagarna 10 kilometer i klassisk stil med numera åker de två första i klassisk stil medan de två sista åker i fristil. Från början var stafettlaget det enda landslag som tävlade i längdåkning men sedan sprinten infördes inom längdåkning tävlar man nu även i team sprint. För sin olympiska titel 2014 fick laget dela på Victoriastipendiet tillsammans med Sveriges damstafettlag.
Sverige har genom åren varit framgångsrikt vid internationella mästerskap i stafett. Mycket berodde detta på att få länder tävlade i längdåkning.

## Fram till och med 1958
Sverige var tidigt en av de främsta nationerna i stafett och vann guld vid det första världsmästerskapet 1933. Laget då bestod av Per Erik Hedlund, Sven Utterström, Nils-Joel Englund och Hjalmar Bergström och de vann med över åtta minuter före Tjeckoslovakien som tog silverplatsen. Efter några mindre lyckade mästerskap blev Olympiska vinterspelen 1948 en stor framgång. Det svenska laget som bestod av Nils Östensson, Nils Täpp, Gunnar Eriksson och Martin Lundström var fullständigt överlägset och vann loppet och därmed Sveriges första olympiska guldmedalj i stafett med nio minuter före Finland. Två år senare vid VM 1950 vann Sverige sitt andra stafettguld. Kvar från OS-laget var Täpp och Lundström som den här gången tävlade tillsammans med Karl Erik Åström och Enar Josefsson.

## Sveriges första storhetstid 1958-1970
Vid VM i Lahtis 1958 hade Sverige hittat ett nytt vinnande lag. Laget som bestod av Sixten Jernberg, Lennart Larsson, Sture Grahn och Per-Erik Larsson vann guldet, en halv  minut för Sovjetunionen. Vid Olympiska vinterspelen 1960 var Jernberg och Lennart Larsson kvar medan Lars Olsson och Janne Stefansson hade tagit de andra två platserna. Laget förlorade bronsstriden knappt mot Sovjetunionen och blev fyra. Sverige tog emellertid revansch vid VM 1962. Olsson, Jernberg och Grahn ingick i laget tillsammans med Assar Rönnlund och laget vann en minut före Finland. 
Olympiska vinterspelen 1964 blev åter en sekundrysare mellan Sverige och Finland. Denna gång var marginalerna på Sveriges sida och Rönnlund som åkte sista sträckan för Sverige ryckte och det höll in i mål. Förutom Rönnlund ingick Jernberg, Stefansson samt Karl-Åke Asph i det svenska laget. Vid VM 1966 blev Sverige fyra, men två år senare blev det en medalj igen. Denna gång silver vid Olympiska vinterspelen i Grenoble. Kvar från laget som vann OS-guld fyra år tidigare var bara Rönnlund. De andra tre var Jan Halvarsson, Bjarne Andersson och Gunnar Larsson. Vid VM 1970 hade även Rönnlund lämnat laget och det nya laget med Ove Lestander, Halvarsson, Ingvar Sandström och Lars-Göran Åslund blev bronsmedaljörer efter Sovjetunionen och Östtyskland.

## Sveriges andra storhetstid slutet av 1970-talet och 1980-talet
Efter några motiga år under 70-talet blev Sverige världsmästare 1978. Det svenska laget med Sven-Åke Lundbäck, Christer Johansson, Tommy Limby och Thomas Magnuson vann med 10 sekunder förre hemmanationen Finland. Segern höjde förväntningarna inför Olympiska vinterspelen 1980 där Lundbäck tävlade tillsammans med Thomas Eriksson, Benny Kohlberg och en ung Thomas Wassberg. Laget slutade emellertid på femte plats. Inte heller vid VM 1982 lyckades laget ta medalj. 
Vid Olympiska vinterspelen 1984 hade Kohlberg och Wassberg fått sällskap av Jan Ottosson och Gunde Svan. Laget vann OS-guldet med tio sekunders marginal till Sovjetunionen. Varken Ottosson eller Kohlberg var med vid VM 1985 där Svan och Wassberg istället fick sällskap av Erik Östlund och Thomas Eriksson. Denna gång höll inte laget för trycket och slutade trea efter Norge och Italien. Vid VM två år senare hade Eriksson fått lämna plats åt Torgny Mogren som fick åka sista sträckan, och denna gång gick det hela vägen och Sverige blev åter världsmästare. 
Vid Olympiska vinterspelen 1988 ställde Sverige upp med Ottosson, Wassberg, Svan och Mogren och laget lyckades försvara det olympiska guldet. Denna gång var det Sovjetunionen som var närmast bakom. Segermarginalen blev till slut 12 sekunder. Inför VM 1989 hade Wassberg lämnat laget. Christer Majbäck, Svan, Lars Håland och Mogren var det svenska laget. Stafetten blev dramatisk, en bit in på sista sträckan var Sverige, Norge, Tjeckoslovakien och Finland tillsammans. I sista backen ryckte Mogren och lyckades med en långspurt vinna Sveriges tredje raka mästerskap. 
Sverige lyckades inte vid VM 1991 att vinna sin fjärde raka titel. Denna gång blev Norge för svåra som vann i utklassningsstil före Sverige. Mästerskapet var Svans sista. De andra tre som ingick i laget var Eriksson, Majbäck och Mogren.

## De mörka åren 1993 - 2000
Efter framgångarna i slutet av 1980-talet hade det svenska landslaget svårt att lyckas. Dels för att åkare som Mogren, Svan och Wassberg var svåra att ersätta men även för att fler länder lyckades i mästerskapen. Vid Olympiska vinterspelen 1992 var Sverige nära att bli bronsmedaljörer men Mogren förlorade en spurt mot Jari Isometsä med två tiondelar. Vid såväl hemma-VM 1993 och vid OS 1994 blev Sverige sexa. VM 1995 var ett fall framåt då Sverige blev fyra. Även VM 1997 blev ett misslyckande med en femte plats. Lite bättre gick det vid Olympiska vinterspelen 1998 då Sverige slutade på fjärde plats bara tio sekunder från Finland som blev trea. Men vinden hade inte vänt för Sverige som blev sexa vid VM 1999.

## 2000-talets första decennium
Det första mästerskapet under på 2000-talet var VM 2001 i Lahtis där Sverige tog en efterlängtad mästerskapsmedalj. Det svenska laget med Urban Lindgren, Mathias Fredriksson, Magnus Ingesson och Per Elofsson blev silvermedaljörer efter Norge. Ursprungligen blev laget trea men Finland som vann loppet blev senare diskvalificerade för dopning. Efter framgången vid VM var förväntningarna höga inför Olympiska vinterspelen 2002. Dock avstod Elofsson stafetten vilket delvis ledde till att det svenska laget med Lindgren, Fredriksson, Niklas Jonsson och Morgan Göransson gjorde den sämsta prestationen ett svenskt landslag någonsin gjort vid ett OS. Laget slutade först på 13:e plats mer än fem minuter efter Norge som vann guldet. 
Vid VM 2003 var det svenska laget med Anders Södergren, Fredriksson och Elofsson i ledning inför den fjärde sträckan där Jörgen Brink tog över. Mot slutet av loppet gick han emellertid in i väggen och vad som såg ut som en klar svensk seger förvandlades till en tredje plats då både Norges Thomas Alsgaard och Tysklands Axel Teichmann enkelt kunde passera honom in mot mål. 
Utan Elofsson som hade slutat var Sverige chanslösa vid VM 2005 och slutade först på en sjunde plats. Dock blev Sverige överraskande bronsmedaljörer vid Olympiska vinterspelen 2006. Italien vann klart guldet men det blev en kamp på upploppet mellan Tysklands Tobias Angerer och Fredriksson där tysken var först över mållinjen med tre tiondels marginal. Förutom Fredriksson ingick Mats Larsson, Johan Olsson och Södergren i det svenska laget.
Även vid VM 2007 blev det en spurt om andra platsen för Sverige. Denna gång var det Södergren som knappt förlorade mot ryssen Jevgenij Dementiev. Båda två fick emellertid se sig besegrade på upploppet av norrmannen Petter Northug som spurtade hem VM-guldet. Det svenska bronslaget bestod förutom Södergren av Martin Larsson, Fredriksson och Marcus Hellner. 
Efter två mästerskap med bronsmedaljer blev VM 2009 en besvikelse. Laget med Daniel Rickardsson, Johan Olsson, Fredriksson och Hellner blev sexa över två minuter efter segrande Norge.

## Bragdlaget 2010
OS-laget 2010 bestod av Rickardsson, Olsson, Södergren och Hellner. De vann guld på stafettdistansen 4x10 km i OS i Vancouver, Kanada den 24 februari 2010. De belönades med Svenska Dagbladets guldmedalj för sin insats. Motivering var: "För OS-guldet, en efterlängtad bragd, byggd av fulländat taktiskt lagarbete och segervilja."
Fyra dagar innan stafettguldet hade de stått för en stark laginsats även i det individuella loppet över 30 km där till slut Marcus Hellner vann, Johan Olsson kom trea, Anders Södergren 10:a och Daniel Rickardsson 23:a. Johan Olsson hade länge en lucka ner till klungan, en lucka som Hellner och Södergren hjälpte honom att hålla då de emellanåt gick upp först i klungan och bromsade ner farten. Till slut lyckades ändå Hellner, Aleksandr Ljogkov och Tobias Angerer köra ikapp Olsson som ändå lyckades spurta till sig ett brons före Ljogkov.

### Laget

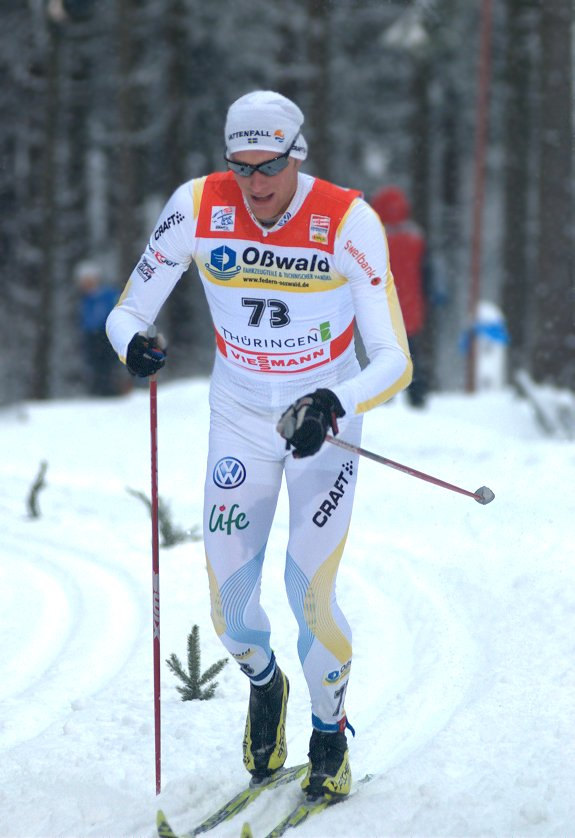
Daniel Rickardsson
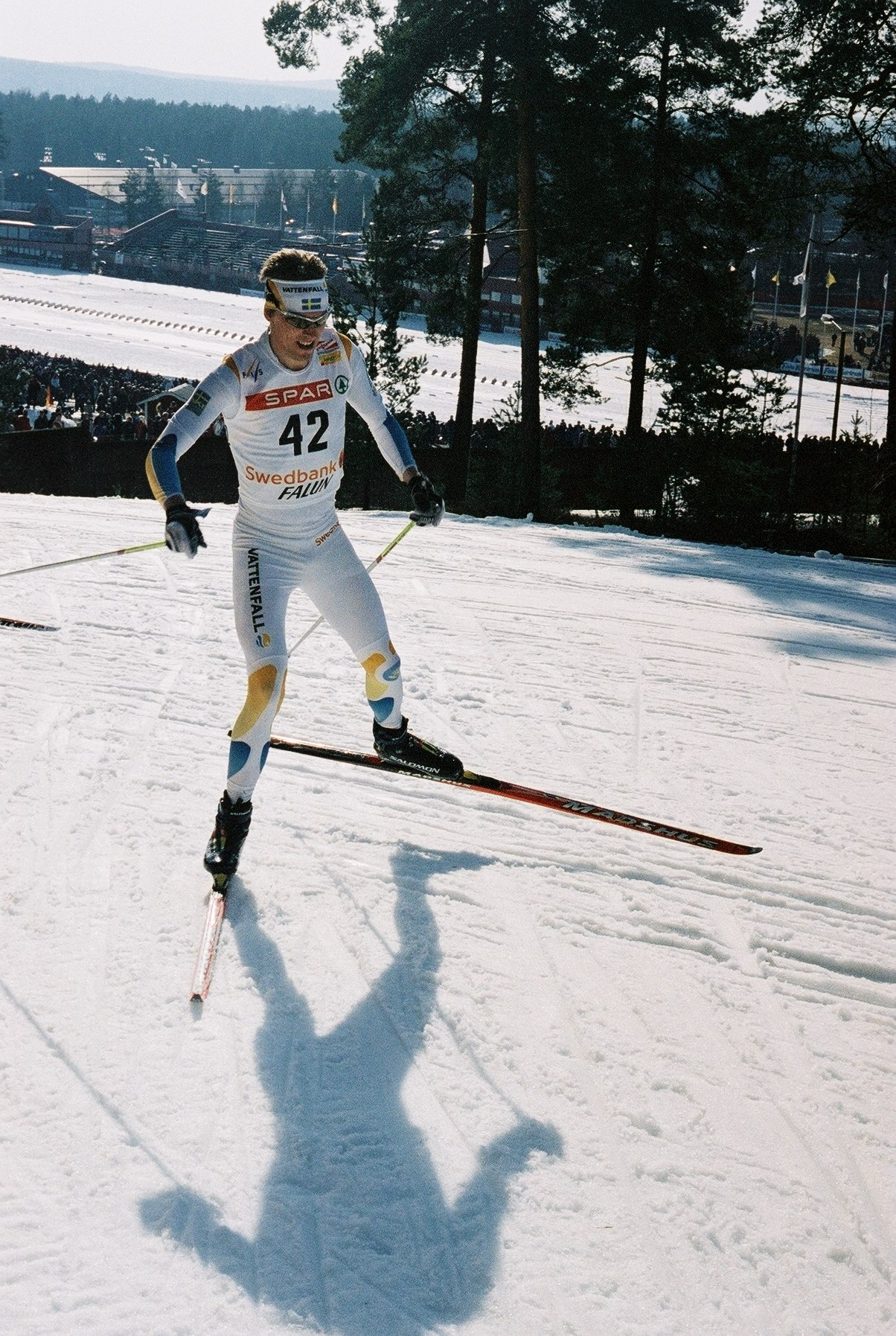
Johan Olsson
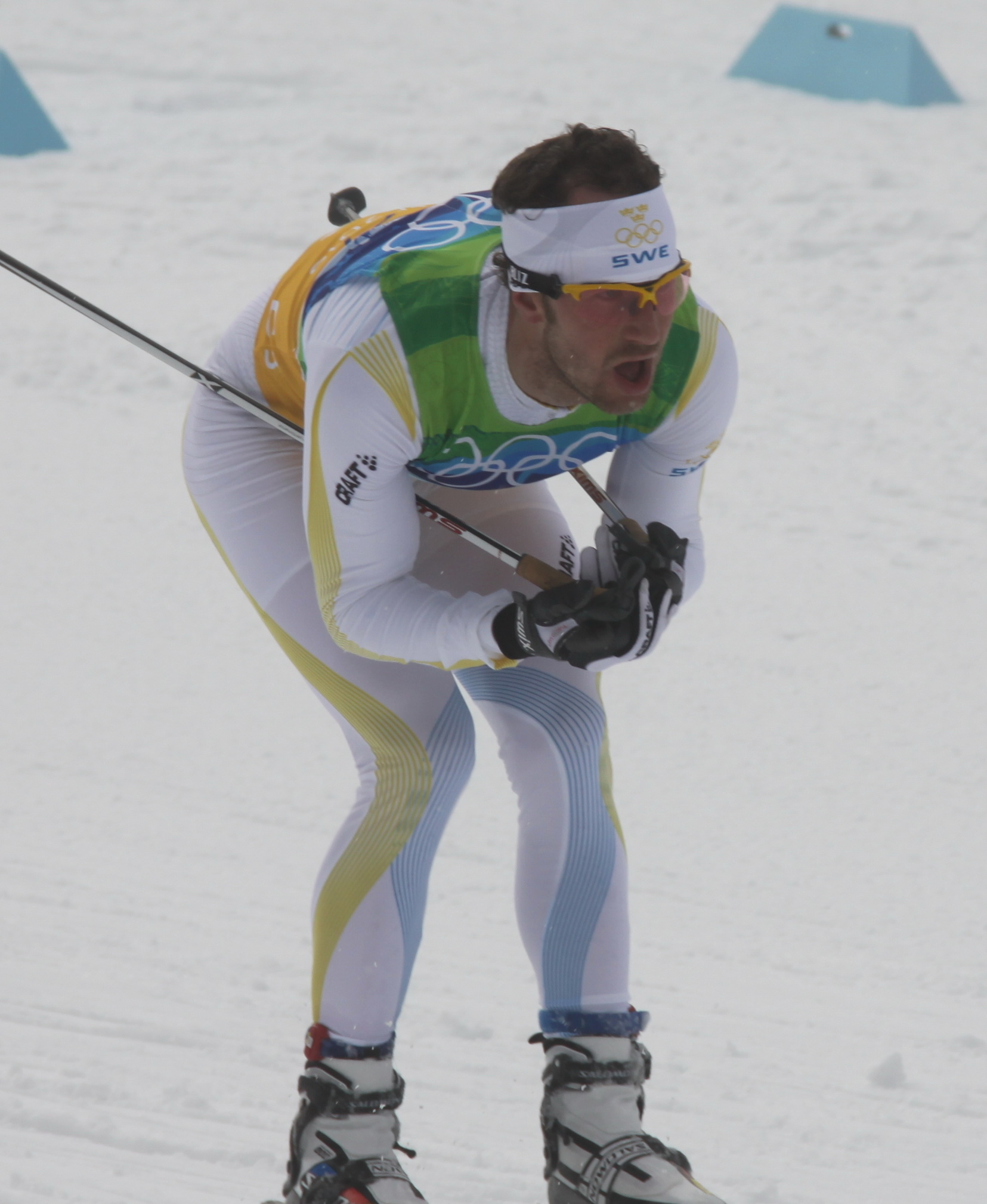
Anders Södergren
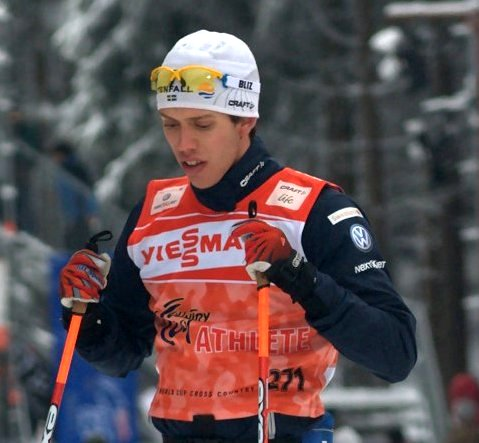
Marcus Hellner